# St. Jakobus der Ältere (Lenggries)

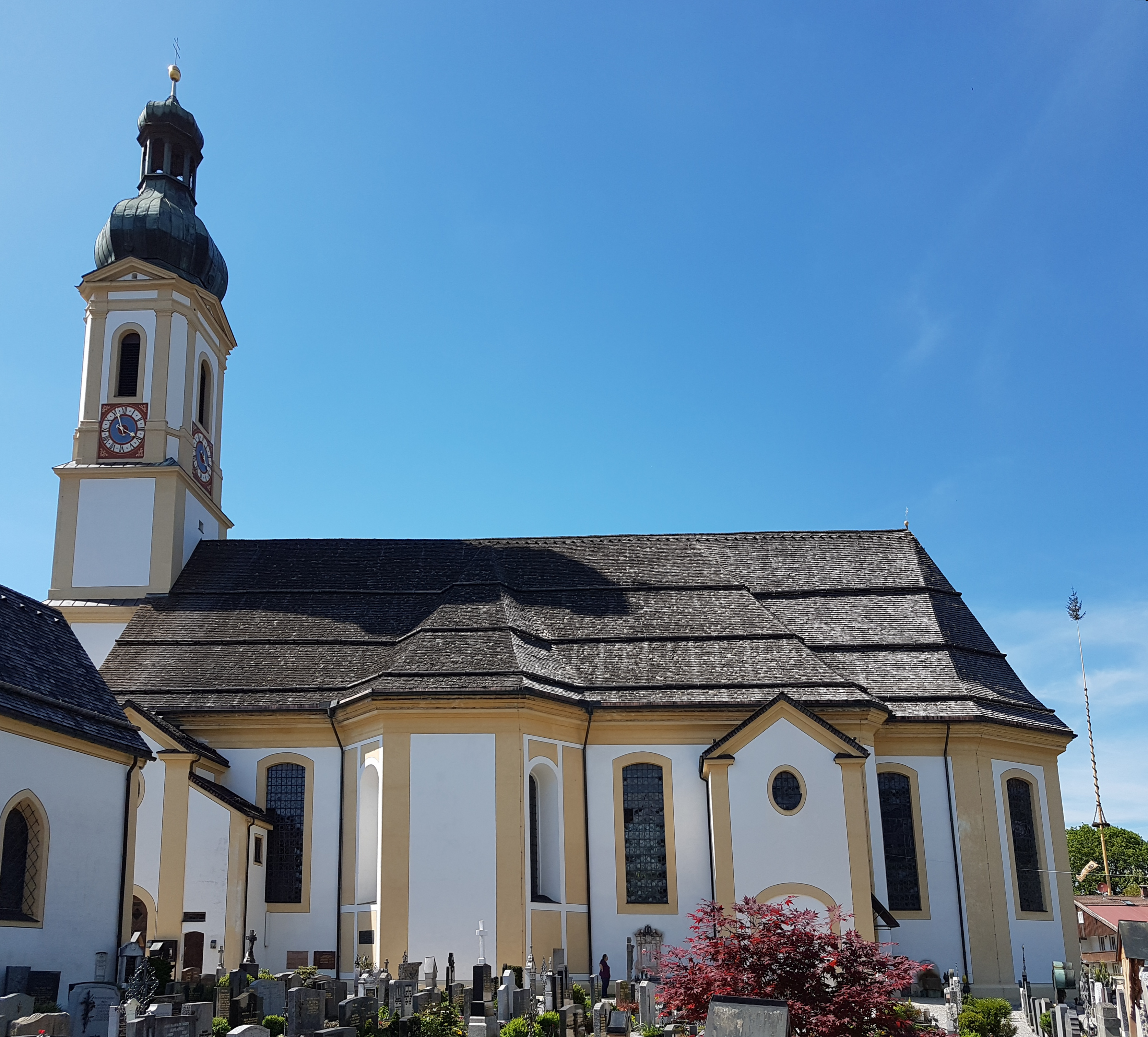
St. Jakobus der Ältere in Lenggries

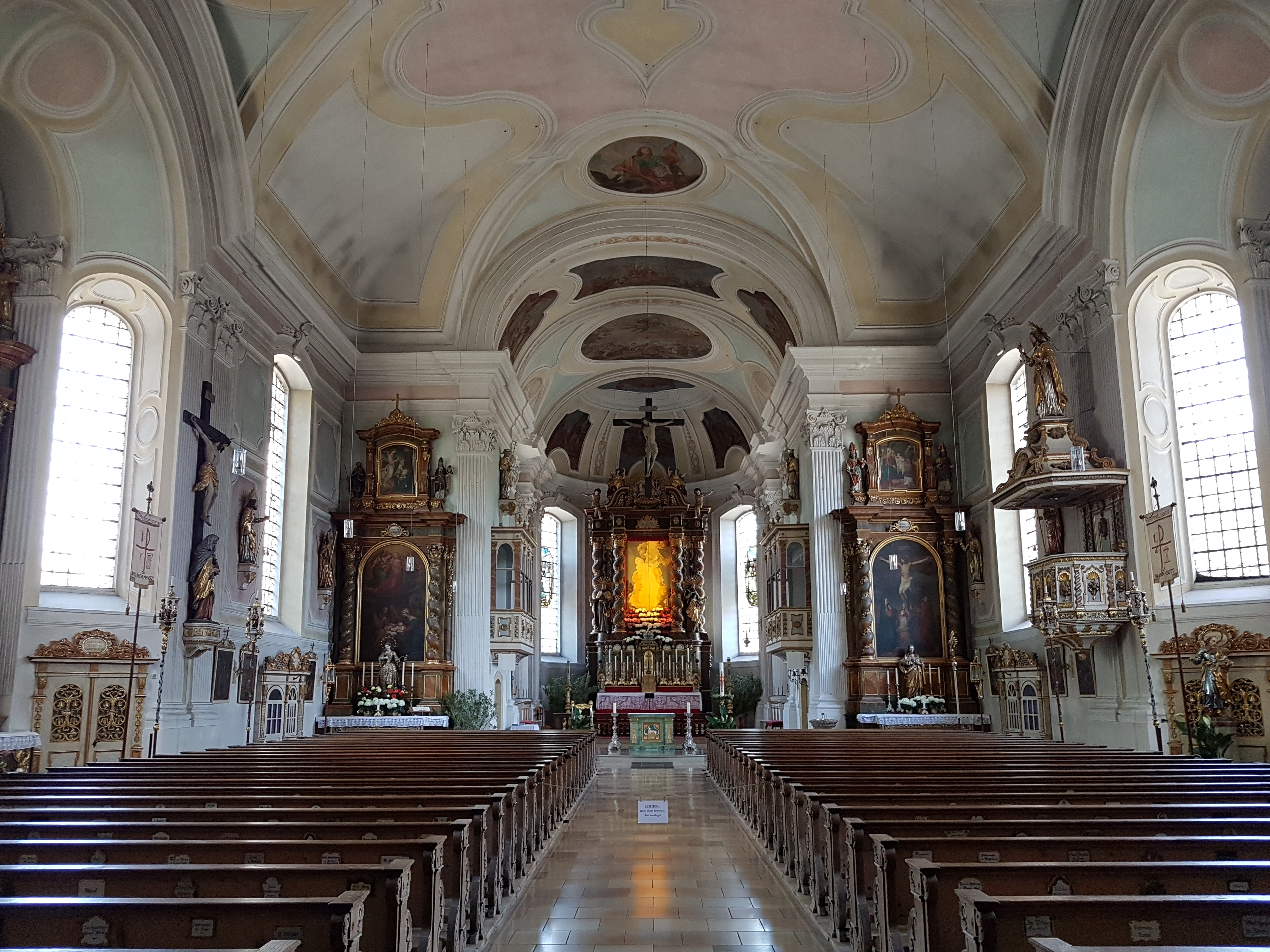
Innenraum (2019)

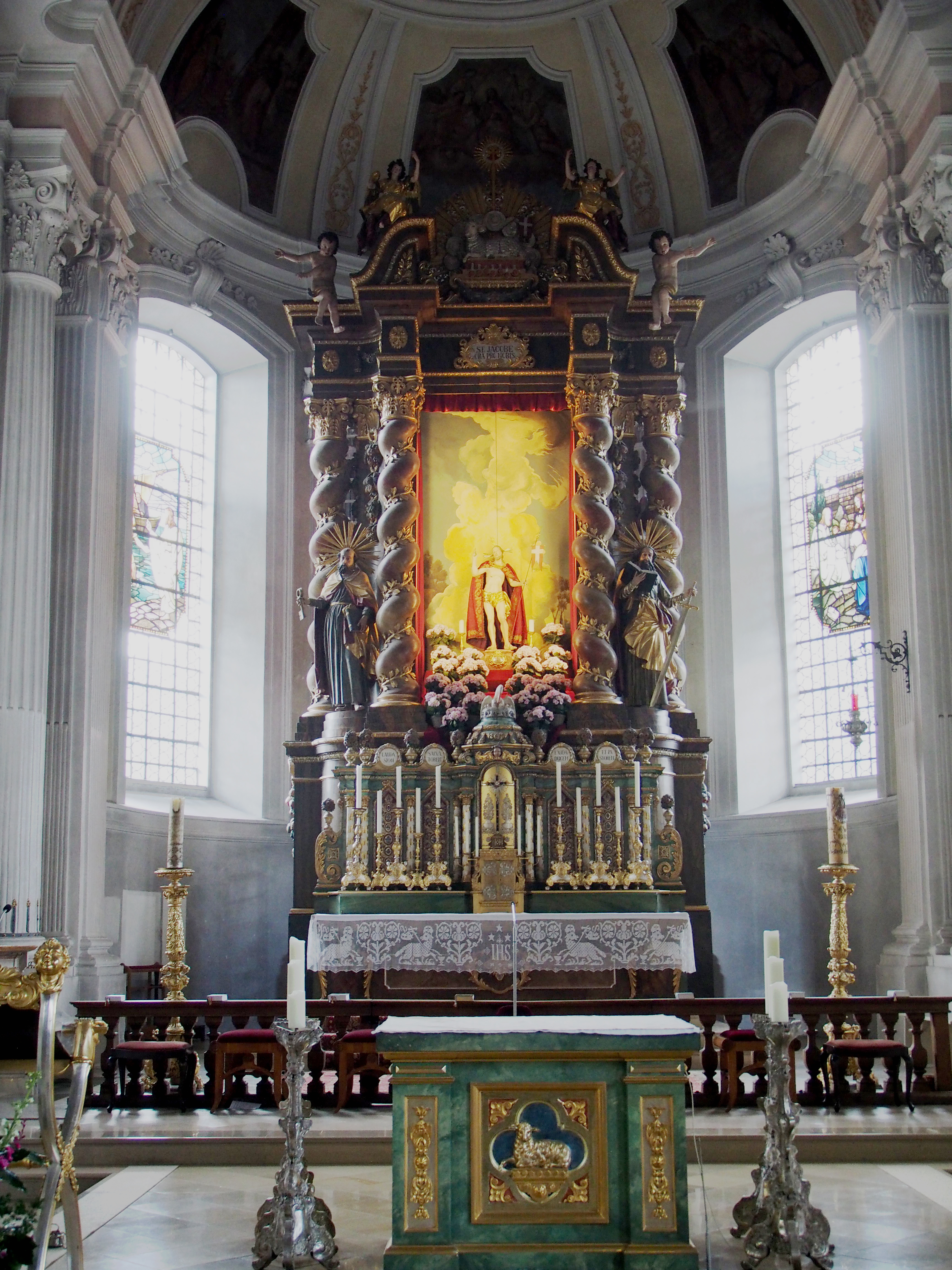
Hochaltar (2025)

Die römisch-katholische Pfarrkirche St. Jakobus der Ältere steht in Lenggries, einer Gemeinde im oberbayerischen Landkreis Bad Tölz-Wolfratshausen. Die Kirche steht unter Denkmalschutz und ist in der Liste der Baudenkmäler in Lenggries unter der Nr. D-1-73-135-23 eingetragen. Die Pfarrei gehört zum Dekanat Bad Tölz-Wolfratshausen im Erzbistum München und Freising.

## Beschreibung
Die barocke Saalkirche wurde 1721/22 erbaut; sie ist 45 Meter lang und 15,5 Meter breit. Sie besteht aus dem Langhaus, dem eingezogenen, dreiseitig geschlossenen, im Kern spätgotischen Chor im Osten und einem 56 Meter hohen Kirchturm im Westen. Das oberste Geschoss des mit einer Welschen Haube bedeckten Turms hat abgeschrägte Ecken; es enthält die Turmuhr und den Glockenstuhl. 
Das alte Geläut der Kirche musste 1942 für Kriegszwecke als „Metallspende des deutschen Volkes“ abgeliefert werden. Daraufhin wurden fünf neue Glocken mit den Tönen b° c′ d′ f′ g′ der Glockengießerei Oberascher angeschafft. Gegossen wurden sie in den Jahren 1945, 1947, 1948 und 1950. In der Laterne des Turms hängt außerdem die Sterbeglocke, eine kleine Glocke aus dem Jahr 1725, gegossen von Christoph Thaller in München. Ferner soll eine Glocke mit dem Ton c″ von 1751 aus der Gießerei Anton Benedikt Ernst, München, erhalten sein.
Auf der Deckenmalerei im Innenraum des Langhauses sind auf vier Medaillons die vier Evangelisten dargestellt, auf der des Chors das Leben Jakobus’ des Älteren.
Die Seitenaltäre wurden 1852 von Josef Holzmaier gebaut. Der linke Seitenaltar wird von den Skulpturen des Dionysius von Augsburg und des Eustachius flankiert, der rechte von den Skulpturen des Nikolaus von Myra und des Ambrosius von Mailand. Seit dem Bau in der Barockzeit hatte die Kirche vier Hochaltäre; der letzte wurde 1916 im Stil des Neobarocks errichtet. Vom Altar von 1515 ist die Sitzfigur des heiligen Jakobus erhalten, die an Fronleichnam herausgenommen und in der Prozession mitgetragen wird.

## Orgel

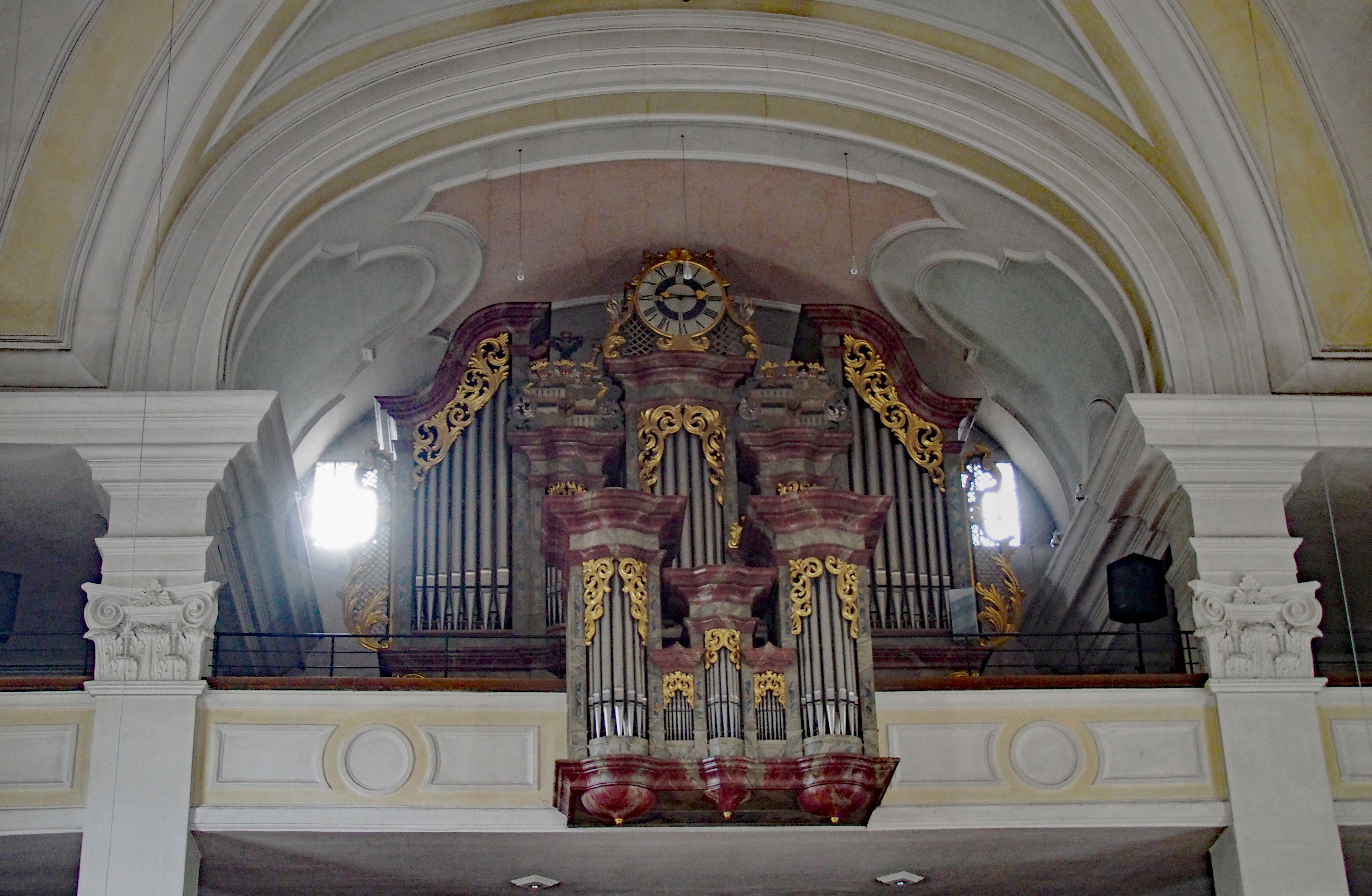
Die Sandtner-Orgel

Die heutige Orgel mit Schleifladen wurde 1977 von Orgelbau Sandtner gebaut. Sie hat 29 Register auf zwei Manualen und Pedal sowie mechanische Spiel- und Registertraktur. Die erste Orgel von St. Jakobus baute 1740 Johann Andreas Fux, umgebaut wurde sie 1850 von Joseph Pröbstl. Die Vorgängerin des derzeitigen Instruments baute Franz Borgias Maerz 1906.
Die Disposition lautet:
| I Hauptwerk C–g3 |       |
| Principal        | 8′    |
| Rohrflöte        | 8′    |
| Gamba            | 8′    |
| Octave           | 4′    |
| Holzflöte        | 4′    |
| Feldpfeife       | 2′    |
| Quinte           | 1 ⁄3′ |
| Mixtur V         | 1 ⁄3′ |
| Cornett V        |       |
| Fagott           | 16′   |
| Trompete         | 8′    |
| Tremulant        |       |

| II Rückpositiv C–g3 |        |
| Praestant           | 8′     |
| Copl                | 8′     |
| Octave              | 4′     |
| Flute traverse      | 4′     |
| Nasard              | 2 ⁄3′  |
| Terz                | 1 3⁄5′ |
| Spitzflöte          | 2′     |
| Sifflöte            | 1′     |
| Mixtur IV           | 1′     |
| Cromorne            | 8′     |
| Tremulant           |        |

| Pedal C–f1  |       |
| Principal   | 16′   |
| Subbaß      | 16′   |
| Octave      | 8′    |
| Pommer      | 8′    |
| Gemshorn    | 4′    |
| Pfeife      | 2′    |
| Mixturbaß V | 2 ⁄3′ |
| Posaune     | 16′   |

- Koppeln: II/I, I/P, II/P